# Giovanni Lajolo
Giovanni Lajolo, nació el 3 de enero de 1935 en Novara, Piamonte. Es un cardenal italiano.

## Biografía

### Formación
Luego de haber obtenido su formación en Italia e Irlanda, obtuvo una licenciatura en teología en la Universidad Gregoriana de Roma antes de sus estudios en derecho canónico en Alemania.
Fue ordenado sacerdote el 29 de abril de 1960 por el cardenal Ugo Poletti.
Luego de haber sido miembro de la Academia pontificia eclesiástica, trabajó en la nunciatura en Alemania antes de participar en la administración de la Secretaría de Estado de la Santa Sede.

### Obispo
El 3 de octubre de 1988 fue nombrado en la curia romana y consagrado arzobispo in partibus de Caesariana el 6 de enero de 1989 por el papa Juan Pablo II en persona.
El 7 de diciembre de 1995 fue nombrado nuncio apostólico en Alemania.
Fue nombrado secretario para las Relaciones con los Estados de la Secretaría de Estado de la Santa Sede en octubre de 2003, equivalente a ministro de relaciones exteriores.
El 22 de junio de 2006 fue nombrado por el papa presidente del Gobierno del Estado de la Ciudad del Vaticano.

### Cardenal
Luego del consistorio del 24 de noviembre de 2007, fue consagrado cardenal por Benedicto XVI con el título de cardenal diácono de S. Maria Liberatrice a Monte Testaccio.
El 12 de junio de 2008 fue nombrado miembro de la Congregación para los Obispos y del Pontificio Consejo para la Cultura.
El Santo Padre Benedicto XVI aceptó su renuncia el 3 de septiembre de 2011 como Presidente de la Comisión Pontificia para el Estado de la Ciudad del Vaticano y Presidente del Governatorato del mismo Estado. Cesó oficialmente de sus cargos el 1 de octubre.